# Dpkg
dpkg是Debian软件包管理器的基础，它被伊恩·默多克创建于1993年。dpkg与RPM十分相似，同样被用于安装、卸载和供给和.deb软件包相关的信息。
dpkg本身是一个底层的工具。上层的工具，像是APT，被用于从远程获取软件包以及处理复杂的软件包关系。
“dpkg”是“Debian Package”的简写。